# Ailnot
Ailnot var en engelsk munk som skickades omkr. 1098 till Danmark där hans kristna verksamhet var förlagd i Odense kloster. Ailnot uppges vara just den person som skrev helgonlegenden om den danske kungen Knut den helige, gloriosissimi Canutis Regis et Martyris vilket skedde omkring 1120. Legenden anses även vara den äldsta källa som nämner helgonet Sankt Eskil med följande ordalag: 
| ”                                  | Biskop Eskil, salig i åminnelse, kom från det härliga England och förkunnade trons evangelium för dessa vilda och råa folk (svear och götar), men för sanningens vittnesbörd och på grund av barbarernas grymhet och vansinne måste han lämna denna värld och under änglarnas jubelsång vandra hädan till det höga för att leva i evighet. | „ |
| – praktverket Södermanland, sid 95 | |   |

Ailnots skrift meddelar många annars okända uppgifter om Danmarks äldsta historia och är även av värde för vår kännedom om förhållandena i Sverige under den äldsta kristna tiden.